# C939
C939 (полное название Comac C939) — проект китайского сверхширокофюзеляжного дальнемагистрального самолёта, разрабатываемый государственной компанией COMAC.

## История
В июне 2011 года Comac сообщала о намерении производства широкофюзеляжных самолетов C929 на 290 мест и сверхширокофюзеляжных C939 на 390 мест. В СМИ обсуждалось, что C939 будет сопоставим с такими самолётами как Airbus A350 и Boeing 777X.
В последующие 2010-е годы проект C939 был всё ещё в стадии предварительных исследований, а информации было крайне мало. В 2017 году, после первого полета C919, китайская газета Huaxi City Daily взяла интервью у Чэня Инчуня, главного конструктора дальнемагистральных широкофюзеляжных самолетов COMAC. Мимоходом Инчунь упомянул, что компания уже занимается исследованиями не только над C929, но и над C939 и C949. Сторонние наблюдатели предполагали, что COMAC, скорее всего активизирует работу над C939, только когда проект C929 войдет в завершающую стадию. 
В мае 2024 года «South China Morning Post» сообщила, что «спустя несколько месяцев после запуска C919 компания Comac начала работу над C939». Согласно отчету Comac, должно пройти много лет, прежде чем ранние концепции воплотятся в пригодный для испытаний прототип. В отчете также не приводится конкретных подробностей о предлагаемом самолете.

## Характеристики
По предварительной информации из СМИ самолёт COMAC C939 будет иметь 390-400 посадочных мест и по многим параметрам будет сопоставим с Airbus A350 и Boeing 777X.